# نوک‌زنی زیردم
نوک‌زنی زیردُم (به انگلیسی: Vent pecking)، یک رفتار ناهنجار پرندگان است که عمدتاً توسط مرغ‌های تخم‌گذار تجاری انجام می‌شود. مشخصه آن آسیب نوک زدن به پارگین، پوست اطراف و بافت زیرین است. نوک زدن زیردم اغلب بلافاصله پس از گذاشتن تخم اتفاق می‌افتد، زمانی که کلواک اغلب تا حدی به سمت بالا باقی می‌ماند و مخاط را آشکار می‌کند، قرمزی ناشی از درد فیزیکی تخم‌گذاری یا خونریزی که اگر بافت توسط تخم‌گذاری پاره شود، ایجاد می‌شود. نوک‌زنی زیردم به وضوح باعث درد و ناراحتی پرنده در حال نوک زدن می‌شود. پاره شدن پوست، استعداد ابتلا به بیماری را افزایش می‌دهد و ممکن است سبب همنوع‌خواری و احتمال شکم دریدن پرنده نوک زده و در نهایت مرگ وی شود.